# عدل بكرو
عدل بكرو (بالفرنسية: Adel Bagrou)، مقاطعة في ولاية الحوض الشرقي، في منطقة الواقعة جنوب شرق موريتانيا، تقع على الحدود مع دولة مالي، في عام 2000 كان عدد سكانها من 36007.
ويتبع المركز لمقاطعة آمرج بولاية الحوض الشرقي، يعتمد سكان مدينة عدل بكرو على التنمية الريفية حيث تنتشر المراعي في الأرياف المحيطة بها كما تضم سوقا إسبوعيّا ينظم يوم الخميس من كل إسبوع. وتعاني المدينة من مشكلة المياه الصالحة للشرب حيث يعتمد سكانها على المياه التي بها نسب ملوحة.